# 大野和士
大野 和士（おおの かずし、1960年3月4日 - ）は、日本の指揮者。新国立劇場オペラ芸術監督、公益財団法人東京都交響楽団音楽監督、バルセロナ交響楽団音楽監督、公益財団法人東京フィルハーモニー交響楽団桂冠指揮者、文化功労者。2022年9月、ブリュッセル・フィルハーモニック音楽監督に就任。
ザグレブ・フィルハーモニー管弦楽団音楽監督、財団法人東京フィルハーモニー交響楽団常任指揮者、カールスルーエ・バーデン州立歌劇場音楽総監督、ベルギー王立歌劇場音楽監督、フランス国立リヨン歌劇場首席指揮者などを歴任した。

## 来歴

### 生い立ち
東京都生まれ。幼少期から音楽好きで、幼稚園の卒園文集には将来の職業に指揮者と書いていた。小学生の頃に神奈川県横浜市へ移住。神奈川県立湘南高等学校を経て、東京芸術大学指揮科に入学。ピアノ・作曲を安藤久義、指揮を遠藤雅古に師事。大学在学中、20歳のときにテレビ番組「オーケストラがやってきた」（TBS）の企画で専属指揮者募集のオーディションがあり、デリック・イノウエ、金洪才のふたりとともに専属指揮者に選ばれ、初めてプロフェッショナルのオーケストラ、新日本フィルハーモニー交響楽団を指揮する。番組専属指揮者としての活動は2年間ほど続いたが、その後自然消滅する。大学卒業後、25歳の時欧州に渡り、1986年9月よりバイエルン国立歌劇場でサヴァリッシュ、パターネに師事。

### 指揮者として
1987年、アルトゥーロ・トスカニーニ国際指揮者コンクールで優勝。1988年、マタチッチもシェフを務めたクロアチアの首都にある名門ザグレブ・フィルハーモニー管弦楽団の常任指揮者に就任、程なくして音楽監督も兼務して1996年まで在任した。
1996年 - 2002年にはカールスルーエ・バーデン州立歌劇場の音楽総監督、2002年 - 2008年にはベルギー王立歌劇場（モネ劇場）の音楽監督を務めた。2008年からは、音楽監督が空席であったフランス国立リヨン歌劇場において、首席指揮者として活躍を始めた。
2007年9月29日、ヴェルディの『アイーダ』を指揮してメトロポリタン歌劇場にデビューした。
2012年、イタリア、パルマ、アルトゥーロ・トスカニーニ・フィルハーモニー管弦楽団首席客演指揮者に就任。
国内では、若杉弘率いる東京都交響楽団で指揮者に任命されたのを皮切りに、1992年から2001年まで東京フィルハーモニー交響楽団の常任指揮者を務め、1995年には「オペラコンチェルタンテ・シリーズ　ヒンデミットのオペラ3部作」で文化庁芸術祭大賞受賞、現在は桂冠指揮者の称号を得ている。2015年4月より東京都交響楽団の音楽監督、また同年9月よりバルセロナ交響楽団の音楽監督を務めている。
2016年9月1日より新国立劇場オペラの参与に就任し、2018年9月1日より同芸術監督。2022年9月1日よりブリュッセル・フィルハーモニック音楽監督に就任。

## 家族・親族
妻の大野ゆり子は国際政治を扱うジャーナリスト・エッセイスト。兄の大野英士はフランス文学者。

## 受賞歴
- 1982年：第6回民音コンクール第2位。
- 1989年：村松賞受賞[2]。
- 1993年：第1回渡邉暁雄音楽基金音楽賞受賞。平成4年度芸術選奨新人賞受賞。
- 1997年：第1回齋藤秀雄メモリアル基金賞受賞。
- 1997年：第7回出光音楽賞大賞受賞[2]。
- 2007年：平成18年度芸術選奨文部科学大臣賞受賞[5]。
- 2009年：フランス国立リヨン歌劇場、プロコフィエフ『賭博師』、ベルク『ルル』（大野和士指揮）が、フランス批評家協会賞, prix du Syndicat de la Critique（クロード・ロスタン賞, Prix de Claude Rostand）受賞。
- 2009年：第39回エクソンモービル音楽賞受賞。
- 2010年：日本芸術院賞・恩賜賞受賞[5]。サントリー音楽賞受賞[5]。
- 2011年：フランス国立リヨン歌劇場、ストラヴィンスキー『夜鳴きうぐいす』、『狐』他（大野和士指揮）が、フランス批評家協会賞、Prix du Syndicat de la Critique（クロード・ロスタン賞, Prix de Claude Rostand）受賞。
- 2012年：ジョイス・ディドナート（メゾ・ソプラノ）のCD（指揮:大野和士、演奏:リヨン歌劇場管弦楽団、合唱団）がグラミー賞受賞。
- 2014年：ラヴェル「スペインの時」「子供と魔法」グラインドボーン音楽祭のDVD（指揮:大野和士、演出：ロラン・ペリー、演奏:ロンドン・フィルハーモニー管弦楽団、合唱団）が2014グラモフォン賞「オペラ部門」最優秀賞を受賞。
- 2016年：朝日賞受賞。[6]
- 2017年：フランス国立リヨン歌劇場、プロコフィエフ『炎の天使』（大野和士指揮）が、フランス批評家協会賞, prix du Syndicat de la Critique（クロード・ロスタン賞, Prix de Claude Rostand）受賞。

## 栄典
- 2008年：紫綬褒章受章[5]。
- 2010年：文化功労者に選ばれる[7]。
- 2017年：フランス共和国より芸術文化勲章オフィシエを受章。同時にリヨン市からリヨン市特別メダル授与。

## 出演
- ザ・プレミアム「ガウディの遺言 〜サグラダ・ファミリア100年の夢〜」（2016年3月5日、NHK BSP）[8]